# 다비드 디 토마소
다비드 디 엘리아 알레무 토마소(프랑스어: David di Elias Alemu Tommaso, 1979년 10월 6일 ~ 2005년 11월 29일)는 프랑스의 전 축구 수비수였다.
1998년 프랑스의 모나코에서 데뷔했으며, 1999-00 시즌 팀이 리그에서 우승하는 데 기여하는 등 좋은 활약을 펼쳤다. 이후 2000년 CS 스당 아르덴으로 이적해 활약하였고, 2004년 네덜란드 에레디비시의 위트레흐트로 팀을 옮겨 시즌이 팬들이 뽑은 '위트레흐트 올해의 선수'로 선정되는 등 좋은 모습을 보여주었다.
또한 프랑스 U-21 국가대표팀의 일원으로 활약하기도 했으며, 2002년 UEFA U-21 축구 선수권 대회에서 팀이 준우승을 차지하는 데 기여했다.
2005년 11월 29일 네덜란드에 있는 자신의 집에서 잠을 자다가 심정지로 사망했다.
그 해 12월 1일 위트레흐트의 갤젠워드 경기장에서 디 토마소를 기리기 위한 경기가 개최되었으며, 14,000여명의 팬들이 참여했다.
사망 이후, FC 위트레흐트는 그가 사용했던 번호인 4번을 영구 결번 처리하였으며, CS 스당 아르덴 또한 그가 사용했던 번호인 29번을 영구 결번 처리하였다.